# Прапор Гусарки
Пра́пор Гуса́рки затверджений 1 грудня 2005 р. рішенням N1 18 сесії Гусарківської сільської ради IV скликання.

## Опис
Квадратне біле полотнище, що має від древка вертикальну смугу шириною в 1/4 хоругви у вигляді орнаменту килима місцевих ткаль. У більшій частині — чорний гусарський ківер.